# Авейнте
Авейнте (ісп. Aveinte) — муніципалітет в Іспанії, у складі автономної спільноти Кастилія-і-Леон, у провінції Авіла. Населення — 100 осіб (2010).
Муніципалітет розташований на відстані близько 140 км на захід від Мадрида, 65 км на південний захід від Авіли.

## Демографія
Динаміка населення (INE ):